# Уколова, Анастасия Владимировна
Анастаси́я Влади́мировна Уко́лова (род. 22 мая 1994, Пятигорск, Ставропольский край) — российская актриса театра и кино. Известна по ролям в сериалах «Молодёжка» и «Комбинация», в фильме «Громкая связь».

## Биография
Анастасия Уколова родилась 22 мая 1994 года в Пятигорске. После школы переехала в Москву, в 2015 году окончила Театральное училище имени Щепкина (курс Юрия и Ольги Соломиных). Служила во МХАТе имени Горького (2015—2016), сотрудничала с «Квартетом И» (спектакль «В Бореньке чего-то нет»).
В 2012 году Уколова дебютировала на телевидении (сериал «Деффчонки», где сыграла одну из главных новых героинь последнего сезона), в 2016 году — в кино (фильм «Дед Мороз. Битва магов»). Первую главную роль она получила в телевизионном фильме «Она сбила лётчика», а внимание зрителей и режиссёров привлекла благодаря роли в популярном сериале «СашаТаня» (в 2017—2021 входила в основной актёрский состав, её персонаж становился главной героиней в среднем в каждой четвёртой серии).
В дальнейшем актриса сыграла заметные роли в сериале «Кровавая барыня» (2018), успешной кинокомедии «Громкая связь» (2019) и в фильме «Капитан Волконогов бежал» (2021; этот фильм был показан на Венецианском кинофестивале).
Уколова сыграла главные роли в ситкомах «По колено» (СТС, 2020), «Ле. Ген. Да» (ТНТ, 2021), «Инсталайф» (ТНТ, 2022), в историческом сериале «Цыплёнок жареный» (Первый канал, 2022), в романтических комедиях «Семь ужинов» (2019) и «Хочу замуж» (2022), в фильмах ужасов «Фото на память» (2018) и «Гости» (2019), в новогоднем фильме «Обратная связь» (2020). Она получила роль Алёны Апиной в сериале «Комбинация» (2024). 
В СМИ Анастасию характеризуют как «восходящую звезду российского кинематографа» или «потенциальную звезду».

## Личная жизнь
В 2017 году Анастасия Уколова стала женой кинооператора Антона Зенковича. В 2019 году супруги развелись.                                                                                    
В 2022 году Уколова вышла замуж во второй раз (за бывшего одноклассника Юрия Горового) и родила сына Егора. В мае 2025 года брак был расторгнут.

## Фильмография
| Год       |    | Название                      | Роль                                 |
| --------- | -- | ----------------------------- | ------------------------------------ |
| 2016      | с  | Молодёжка                     | Маша                                 |
| 2016      | ф  | Дед Мороз. Битва магов        | Ася Раевская, снегурочка             |
| 2016      | ф  | Любовь как стихийное бедствие | Наташа, девушка Валерки              |
| 2016      | с  | Отцы                          | Алиса Веденеева                      |
| 2016      | тф | Она сбила лётчика             | Ника Фёдорова                        |
| 2017      | ф  | Родное сердце                 | Маша Старостина («Ночка»)            |
| 2017      | с  | Деффчонки                     | Стася                                |
| 2017      | с  | Кровавая барыня               | Настя                                |
| 2017      | с  | Молодёжка. Взрослая жизнь     | Мария Никитина, дочь Бориса Никитина |
| 2018—2025 | с  | СашаТаня                      | Катя, сестра Тани                    |
| 2018      | ф  | Фото на память                | Алёна                                |
| 2018      | ф  | Громкая связь                 | Катя                                 |
| 2018      | с  | Ангел-хранитель               | Надя Ангелова                        |
| 2019      | ф  | Гости                         | Света                                |
| 2019      | с  | Цыплёнок жареный              | Изольда                              |
| 2019      | ф  | Семь ужинов                   | Светлана Тимофеева, студентка        |
| 2019      | с  | Тест на беременность 2        | Аля                                  |
| 2019      | с  | Полицейский с рублёвки 5      | Ксю                                  |
| 2020      | с  | СССР                          | Вера Погорельцева, сестра Сергея     |
| 2020      | ф  | Обратная связь                | Катя                                 |
| 2020      | с  | Пассажиры                     | Вика                                 |
| 2021      | ф  | Капитан Волконогов бежал      | Раечка                               |
| 2021      | с  | По колено                     | Алёна Зарецкая                       |
| 2021      | с  | Инсталайф                     | Катя                                 |
| 2021      | с  | Ле.Ген.Да                     | Аня                                  |
| 2021      | с  | В Бореньке чего-то нет        | Соня «Хлопушка»                      |
| 2021      | ф  | Всё хорошо                    | Настя                                |
| 2022      | ф  | Любовники                     | Катя                                 |
| 2022      | ф  | Хочу замуж                    | Маргарита Клементьева                |
| 2022      | ф  | Тайна амулета                 | Сияна                                |
| 2023      | ф  | Возвращение Робинзона         | Марина, мама Максима                 |
| 2024      | с  | Комбинация                    | Алёна Апина                          |
| 2024      | ф  | Выбери меня                   | Аня                                  |
| 2024      | с  | Триггер                       | Оля                                  |
| 2025      | ф  | Сокровища гномов              | Имя персонажа не указано             |
| 2025      | с  | Куколка                       | Имя персонажа не указано             |